# 1997 en arts plastiques
| Années des arts plastiques : 1994 - 1995 - 1996 - 1997 - 1998 - 1999 - 2000    |
| Décennies des arts plastiques : 1960 - 1970 - 1980 - 1990 - 2000 - 2010 - 2020 |

Cette page concerne l'année 1997 en arts plastiques.

## Naissances
- ? :
  - Aldi Diassé, photographe et directeur artistique sénégalais.

## Décès
- 1er janvier : Philippe Marie Picard, peintre français (° 14 avril 1915),
- 10 janvier : Julie van der Veen, peintre néerlandaise (° 8 février 1903),
- 11 janvier :
  - Émile Courtin, peintre français (° 16 décembre 1923),
  - Angelo Froglia, peintre italien (° 23 mars 1955),
- 20 janvier : Georges Breuil, peintre français (° 21 juillet 1904),
- 29 janvier : Charles Barraud, peintre suisse (° 19 avril 1897),
- ? janvier : Jacques Bouyssou, peintre français (° 16 novembre 1926),
- 7 février : Jean Cluseau-Lanauve, peintre français (° 7 novembre 1914),
- 10 février : André Margat, peintre, illustrateur, dessinateur, graveur, laqueur et sculpteur français (° 8 avril 1903),
- 11 février : Aline Gagnaire, peintre et graveuse surréaliste française (° 11 février 1911),
- 24 février : J.-J.-J. Rigal, graveur, peintre et sculpteur français (° 29 juillet 1926),
- 28 février : Giuseppe Migneco, peintre italien (° 1903 ou 1908),
- 6 mars : Marian Michalik, peintre polonais (° 19 juin 1947),
- 8 mars : Masuo Ikeda, peintre, illustrateur, sculpteur, céramiste, imprimeur d'estampes, romancier et réalisateur japonais (° 23 février 1934),
- 14 mars : André Even, peintre français (° 16 mai 1918),
- 15 mars : Victor Vasarely, peintre hongrois naturalisé français (° 9 avril 1906),
- 18 mars : Lars Fredrikson, peintre, dessinateur, sculpteur et plasticien suédois (° 4 avril 1926),
- 19 mars : Willem de Kooning, peintre néerlandais naturalisé américain (° 24 avril 1904),
- 2 avril : Georges Bauquier peintre français (° 31 mars 1910),
- 14 avril : Alexandre Hinkis, peintre russe naturalisé français (° 29 mai 1913),
- 18 avril : Luis Alvarez, peintre français (° 14 avril 1929),
- 19 avril : Carl Walter Liner, peintre suisse (° 17 août 1914),
- 10 mai : Dom Robert, moine bénédictin, tapissier, peintre et céramiste français (° 15 décembre 1907),
- 3 juin : Salvatore Fiume, peintre, sculpteur, architecte, écrivain et créateur de scène italien (° 23 octobre 1915),
- 10 juin : André Leroux, peintre français (° 26 octobre 1911),
- 29 juin : Jean Boyé, peintre français (° 7 juillet 1929),
- 2 juillet : Jean-Pierre Capron, peintre et lithographe français (° 4 août 1921),
- 3 juillet :
  - André Bouler, peintre français (° 17 juin 1924),
  - Natalia Dumitresco, peintre d'origine roumaine naturalisée française (° 20 décembre 1915),
- 6 juillet : Maurice Montet, peintre français (° 26 mars 1905),
- 15 juillet : Jean Dannet, peintre français (° 2 avril 1912),
- 16 juillet : Dora Maar, photographe et peintre française (° 22 novembre 1907),
- 14 août : Maurice Sérullaz, peintre, critique d'art et historien d'art français (° 19 janvier 1914),
- 18 août : Maria Primatchenko, peintre russe, soviétique puis ukrainienne (° 12 janvier 1909),
- 22 septembre : Manabu Mabe, peintre nippo-brésilien (° 14 septembre 1924),
- 29 septembre : Roy Lichtenstein, peintre américain (° 27 octobre 1923),
- 3 octobre : Robert Devoucoux, peintre français (° 24 août 1911),
- 5 octobre : Maurice-Raymond de Brossard, officier de marine, historien et peintre français (° 2 mars 1909),
- 15 octobre : Hans Ulrich Saas, peintre suisse (° 21 septembre 1916),
- 17 octobre : Marcel Chassard, peintre et lithographe français (° 29 juin 1907),
- 21 octobre : Rui Juventin, peintre français (° 27 septembre 1916),
- 18 novembre :
  - Maurice Lapaire, peintre suisse (° 15 mars 1905),
  - Un'ichi Hiratsuka, peintre japonais (° 17 novembre 1895),
- 2 décembre : René Monteix, médecin et peintre français (° 13 février 1908),
- 10 décembre : Vincent Hložník, peintre, graphiste, illustrateur, sculpteur et enseignant tchécoslovaque puis slovaque (° 22 octobre 1919),
- 19 décembre : Wilfrid Moser, peintre et sculpteur suisse (° 10 juin 1914),
- 28 décembre : Corneliu Baba, peintre roumain (° 18 novembre 1906),
- 29 décembre : André Marchand, peintre et lithographe français de la nouvelle École de Paris (° 10 février 1907).